# Char Dham

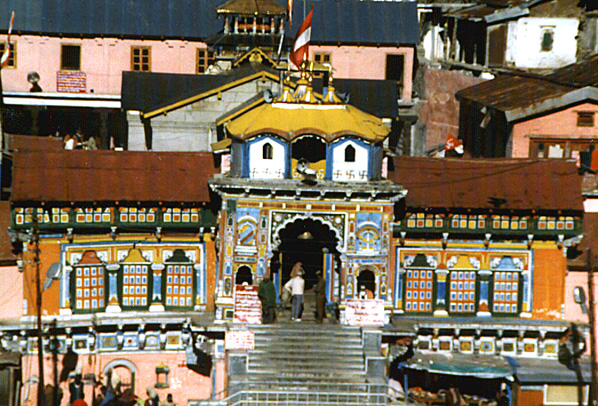
Templo de Badrinath.

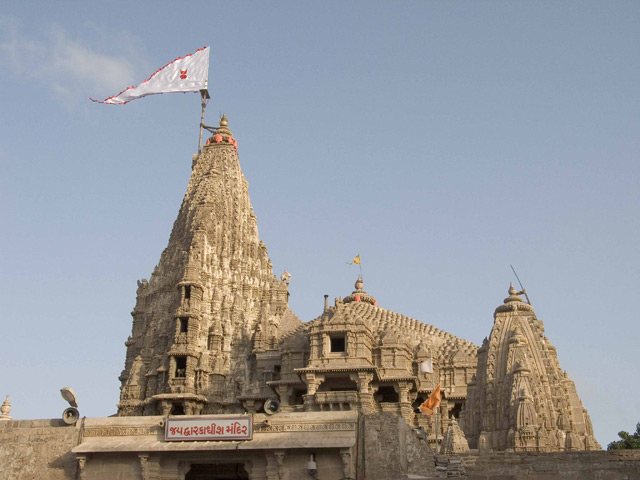
Templo de Dwarakadhish (Duáraka).

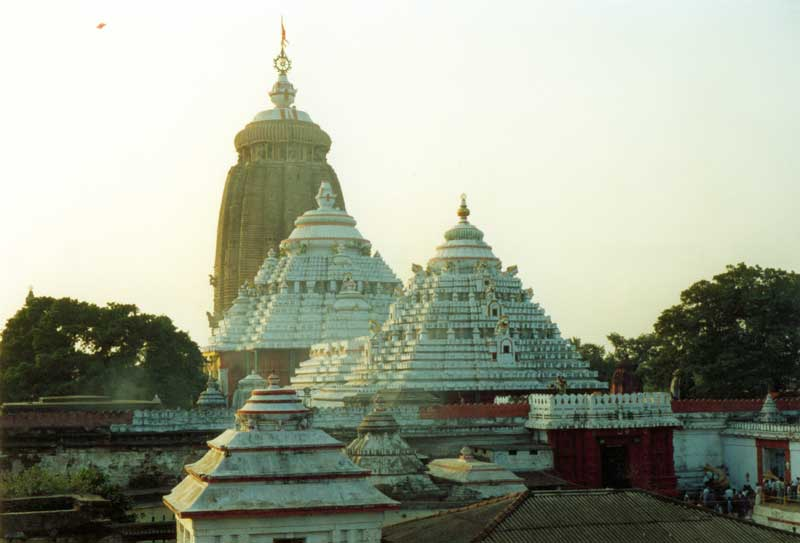
Templo de Yáganath Puri (Puri).

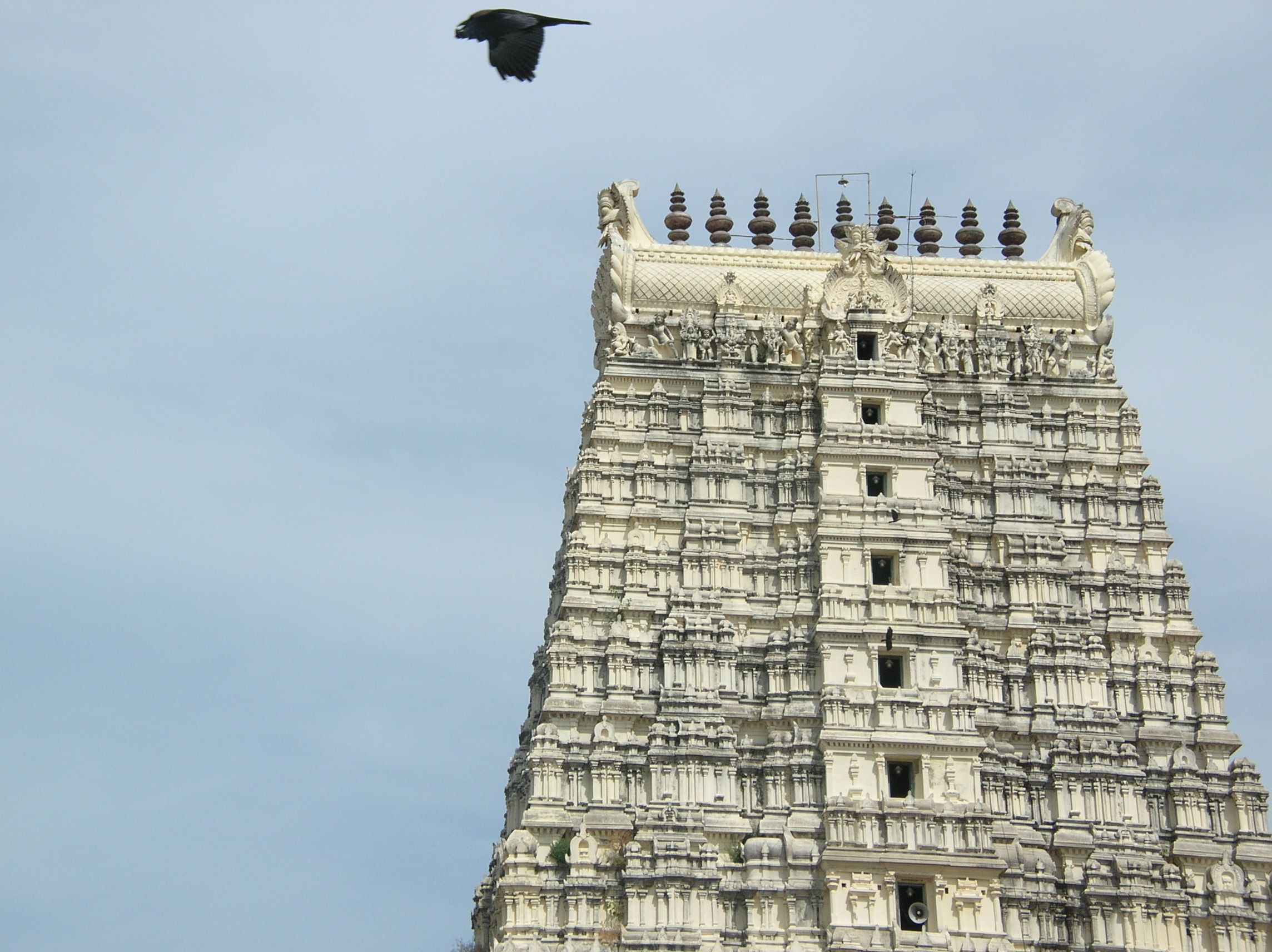
Templo de Ramanatha Swami (Rameswaram).

Char Dham, literalmente ‘las cuatro moradas’, son las cuatro moradas de los dioses en las cuatro direcciones de la India: Puri, al este; Rameshwaram, al sur; Dwarka, al oeste, y Badrinath, el norte. Fueron elegidas por el escritor Adi Shankara (785-820) como el arquetipo de todas las peregrinaciones, siguiendo un circuito que recorre los cuatro puntos cardinales del subcontinente indio.
El viaje propuesto por Shankara consiste en visitar tres lugares consagrados a Visnú o Krisná y uno consagrado a Shiva.

## Los centros de peregrinación

### Badrinath
Situado en el estado de Uttarakhand, en el norte de la India, es el más importante de los cuatro sitios del Char Dham. Se encuentra a orillas del río Alaknanda, entre las cordilleras de Nar y de Narayana y el pico Nila Kantha, de 6596 m. 
Badari se refiere a una baya que crece en abundancia en los alrededores, y nath se refiere a Visnú. La leyenda dice que Shankara descubrió una imagen de Badrinarayan (una forma de Visnú) en una piedra negra de shalagram shilá y la metió en una cueva hasta que el rey de Garhwal la cambió de sitio en el siglo XVI.

### Duarka
Se encuentra en el lugar más occidental de la India, en Guyarat. Su nombre deriva de la palabra dwara, que significa "puerta" en sánscrito. Está cerca de la desembocadura del río Gomti en el golfo de Kutch. La leyenda dice que aquí vivió Krisná. La leyenda dice que la ciudad original está sumergida en el mar.

### Puri
Puri se encuentra al este de la India, en el estado de Orissa, en la costa del golfo de Bengala. En este santuario se adora a Krisná en forma de Yaganatha con su hermano Balabhadra (Balarama) y su hermana Subhadra.
Puri es la ciudad del matha Góvardhana (un matha es un santuario de normas muy estrictas), uno de los cuatro mathas cardinales establecidos por Shankara. El templo principal tiene 900 años.

### Rameshwaram
Se encuentra en el extremo sur de la India, en el estado de Tamil Nadu, en el golfo de Mannar. La leyenda dice que aquí el rey-dios Rama construyó el puente de Adán (de 30 km) para alcanzar la isla de Sri Lanka. Aquí se encuentra el templo de Ramanatha Swami (el dios Shivá, señor de Rama), que es también uno de los doce yiotir-lingas dedicados al dios Shivá. 

## El Chota Char Dham
Con el tiempo, el término Char Dham fue aplicado también a un recorrido centrado en la división administrativa de Garhwal, una de las dos que forman el estado de Uttarakhand, en el Himalaya. En este lugar falleció Shankara. Para diferenciar este recorrido del primero se le denomina a veces Chota Char Dham ‘pequeñas cuatro moradas’, aunque suele usarse la expresión Char Dham, sobre todo en el caso de las agencias de viajes, para los dos casos.
El Chota Chardham son las localidades de Iamunotri, Gangotri, Kedarnath y Badrinath.